# Казе Коломбара (Венеција)
Казе Коломбара (итал. Case Colombara) је насеље у Италији у округу Венеција, региону Венето.
Према процени из 2011. у насељу је живело 32 становника. Насеље се налази на надморској висини од 7 м.